# Неа Сермили
Неа Сермили (на гръцки: Νέα Σερμύλη) е село в Егейска Македония, Гърция, част от дем Полигирос в административна област Централна Македония. Според преброяването от 2001 година има 43 жители.

## География
Неа Сермили е селище, разположено на Халкидическия полуостров, на километър североизточно от разположеното на северния бряг на Торонийския залив Псакудия.